# Kỹ thuật bán hàng
Kỹ thuật bán hàng là sự kết hợp giữa bán hàng và kỹ thuật tồn tại trong thị trường công nghiệp và thương mại. Quyết định mua tại các thị trường này được thực hiện khác với quyết định trong nhiều bối cảnh của người tiêu dùng, dựa trên nhiều thông tin kỹ thuật và phân tích hợp lý và ít hơn về phong cách, thời trang hoặc sự mua tuỳ hứng. Do đó, việc bán hàng ở những thị trường này không thể chỉ phụ thuộc vào phương thức bán hàng kiểu người tiêu dùng, và thay vào đó, nó phụ thuộc rất nhiều vào thông tin kỹ thuật và giải quyết vấn đề để thuyết phục người mua rằng họ nên chi tiền cho sản phẩm hoặc dịch vụ của người bán, để đáp ứng nhu cầu kinh doanh (đó là, để đáp ứng một trường hợp kinh doanh). Do đó, một kỹ sư bán hàng vừa là "một nhân viên bán hàng hiểu và có thể áp dụng kỹ thuật" và "một kỹ sư hiểu cách bán các hệ thống được thiết kế". Do đó, họ không chỉ bán mà còn cung cấp tư vấn và hỗ trợ. Họ cung cấp dịch vụ này cho nhiều khách hàng nội bộ hoặc bên ngoài khác nhau và họ có thể làm việc cho một nhà sản xuất (phục vụ khách hàng tài khoản công nghiệp / Doanh nghiệp với Doanh nghiệp), cho một nhà phân phối (từ đó phục vụ tài khoản công nghiệp / doanh nghiệp đến khách hàng doanh nghiệp) hoặc cho bên thứ ba như tư vấn kỹ thuật hoặc nhà tích hợp hệ thống.
Kỹ sư bán hàng là một thành viên nhóm bán hàng quan trọng trong nhiều công ty và ngành công nghiệp trên thế giới. Họ không chỉ là chuyên gia kỹ thuật trong các ngành công nghiệp tương ứng. Các kỹ sư bán hàng thành công cao phải xây dựng và duy trì chuyên môn song song trong các "kỹ năng mềm" như sự nhạy bén trong kinh doanh, kỹ năng thuyết trình, xây dựng mối quan hệ khách hàng, phát triển chiến lược gắn kết và hiểu biết sâu sắc về ngành mục tiêu. Nhiều công ty gặp khó khăn trong việc tìm kiếm những người sở hữu những phẩm chất này, cộng với có kiến thức kỹ thuật sâu rộng.
Bản chất của vai trò kỹ thuật bán hàng có thể được gọi bằng nhiều tên khác nhau. Tên nào thích hợp nhất thậm chí có thể phụ thuộc vào ngành được sử dụng trong ngành nào. Một số chức danh công việc phổ biến liên quan đến bản chất của kỹ thuật bán hàng bao gồm kỹ sư bán hàng, kỹ sư giải pháp, kiến trúc sư giải pháp, kỹ sư hệ thống, kỹ sư khách hàng, tư vấn trước bán hàng, quản lý tài khoản kỹ thuật, kỹ sư ứng dụng hoặc kỹ sư ứng dụng hiện trường. Thuật ngữ Kỹ thuật hệ thống có nhiều sắc thái ý nghĩa, tuy nhiên, vì nó thường ít nhiều đồng nghĩa với kỹ thuật công nghiệp; nhưng trong bất kỳ nền kinh tế thị trường nào, các kỹ sư công nghiệp thường sẽ cung cấp một số kỹ thuật bán hàng như một phần cần thiết trong công việc của họ. Kỹ thuật viên dịch vụ trong các lĩnh vực công nghiệp cũng có thể thấy rằng công việc của họ thách thức họ cung cấp một số kỹ thuật bán hàng, ở bất kỳ mức độ nào họ có thể cung cấp, bởi vì họ giao tiếp với khách hàng gặp sự cố với thiết bị (hoặc thiếu thiết bị phù hợp) và tìm kiếm giải pháp (ở bất cứ đâu từ chẩn đoán và sửa chữa, để xác định các hệ thống hoàn toàn khác nhau có thể được sử dụng thay thế).

## Chức năng bên ngoài

### Bán hàng và tư vấn
Mục đích của công việc là giúp khách hàng tiềm năng hiểu, so sánh và đối chiếu các giải pháp có sẵn để mua (vai trò trước khi bán hàng); để khắc phục sự cố với việc triển khai của họ, đó là, để giúp đảm bảo rằng các giải pháp hoạt động thành công sau khi quyết định mua được đưa ra (vai trò sau bán hàng); và để tối đa hóa doanh số cho người sử dụng công cụ bán hàng bằng cách cung cấp trợ giúp như vậy cho khách hàng (khía cạnh của công việc đặt "doanh số" trong chức danh kỹ sư bán hàng).

#### Quản lý xung đột lợi ích và thể hiện lợi tức đầu tư
Trên thị trường, bằng cả kỹ sư bán hàng và khách hàng công nghiệp thận trọng của mình, rằng phần bán hàng của vai trò kỹ thuật bán hàng vốn liên quan đến xung đột lợi ích (COI), bởi vì luôn có khả năng các giải pháp và khắc phục sự cố lý tưởng có thể liên quan đến việc giới thiệu các sản phẩm hoặc dịch vụ của đối thủ cạnh tranh, nhưng kỹ sư bán hàng chịu áp lực không điều khiển khách hàng theo hướng đó, và ngược lại, tìm lý do để hướng họ đến các sản phẩm của người thuê mình. Do đó, khách hàng cân nhắc lời khuyên của các kỹ sư bán hàng với khuynh hướng người mua chịu trách nhiệm về hàng đã nhận. Tuy nhiên, các kỹ sư bán hàng thường cung cấp giá trị thực cho khách hàng, đó là lý do tại sao vai trò này có thể tồn tại mặc dù khách hàng. Động lực duy nhất của khách hàng để tham gia vào cuộc gặp gỡ là đạt được lợi tức đầu tư (ROI) bằng cách này hay cách khác. Để đạt được điều đó, kỹ thuật bán hàng ngày càng phụ thuộc vào bất kỳ công nghệ thông tin nào có thể giúp định lượng ROI ngay cả từ lần gặp đầu tiên. Điều này được tóm tắt trong câu cách ngôn rằng "vào cuối ngày, khách hàng chỉ muốn biết chắc chắn rằng họ sẽ kiếm được đô la A trong những năm B tiếp theo (thông qua chi phí giảm hoặc tăng doanh thu) nếu họ trả trước C đô la cho sản phẩm D. "

### Phát triển ứng dụng
Một chức năng khác của kỹ sư bán hàng là giới thiệu công nghệ sửa đổi, cải tiến và/hoặc tiên tiến cho những người dùng tiềm năng có thể có ứng dụng nhưng chưa có kiến thức về vật liệu hoặc kỹ thuật được đề cập. Kỹ sư bán hàng có thể tiến hành các buổi đào tạo hoặc trình diễn để thực hiện điều này. Nhiệm vụ tìm kiếm các ngành công nghiệp, công ty hoặc mô hình kinh doanh chưa sử dụng một sản phẩm nhất định (ví dụ: hệ thống CAx hoặc hệ thống CRM) và khiến họ áp dụng cách tiếp cận mới bằng cách sử dụng sản phẩm đó là "ứng dụng" trong "kỹ thuật ứng dụng" hoặc "phát triển ứng dụng" (không bị nhầm lẫn với ý nghĩa thông thường khác của thuật ngữ đó, trong đó đề cập đến phát triển phần mềm và lập trình). Nhiệm vụ là tìm kiếm và phát triển các ứng dụng mới cho sản phẩm, nhằm tăng doanh số. Động lực duy nhất của khách hàng để áp dụng nó là "những gì nó có thể làm cho tôi", chẳng hạn như chi phí đầu ra tương tự, chi phí thấp hơn, chi phí đầu ra giống nhau, v.v. phát triển ứng dụng.
Kết quả này cũng có ý nghĩa kinh tế rộng hơn, vì nó là một cơ chế giúp tăng hiệu quả kinh tế, tăng năng suất lao động  và tăng trưởng kinh tế. Các nhà phát minh và người R&D tạo ra các công cụ và quy trình mới; nhưng họ không phổ biến vào thế giới kinh doanh (để làm bất kỳ lợi ích kinh tế nào) mà không có một số lượng phát triển ứng dụng, giảng dạy (từ việc đưa ra những người ra quyết định thông qua các triển lãm thương mại đến đào tạo cho người lao động) và bán hàng.

### Dạy khách hàng
Nhiều sản phẩm và dịch vụ được mua bởi các công ty lớn và các tổ chức rất phức tạp. Ví dụ bao gồm máy bay, hệ thống vũ khí và hệ thống Công nghệ thông tin (như viễn thông hoặc cơ sở dữ liệu và các ứng dụng phụ thuộc của chúng cho các mục đích như hậu cần hoặc quản lý quan hệ khách hàng). Các kỹ sư bán hàng tư vấn cho khách hàng về cách tốt nhất để sử dụng các sản phẩm hoặc dịch vụ được cung cấp.
Quá trình bán hàng cũng có thể yêu cầu một số bằng chứng kỹ thuật về khái niệm hoặc bản demo công nghệ để được đảm bảo về tính thực tiễn của giải pháp. Kỹ sư bán hàng thông thường sẽ đảm bảo những nỗ lực này thành công.

### Chức năng bên trong
Các kỹ sư bán hàng cũng hợp tác với các bộ phận thiết kế, sản xuất, kỹ thuật hoặc R & D của các công ty của họ để xác định cách thức sản phẩm và dịch vụ có thể được thực hiện hoặc sửa đổi cho phù hợp với nhu cầu của khách hàng. Khía cạnh này của kỹ thuật bán hàng rất quan trọng, bởi vì đó là điều cho phép kỹ sư bán hàng cảm thấy rằng họ có thể duy trì tính chính trực cá nhân (nói về mặt đạo đức) khi đối mặt với COI vốn có của công việc (đã giải thích trước đó). Kỹ sư bán hàng không phải nói dối (bỏ qua hoặc phủ nhận sai lệch về sản phẩm hoặc dịch vụ của đối thủ cạnh tranh) nếu họ có thể nói với khách hàng một cách hợp lý rằng chủ nhân của họ có thể điều chỉnh các giải pháp của mình theo yêu cầu cụ thể của khách hàng. Làm điều đó có thể không dễ dàng hoặc rẻ tiền, điều đó có nghĩa là luôn luôn có một đường để đi để tránh cung cấp quá mức - và/hoặc dưới mức.

## Cân nhắc nhân sự

### Tài năng, kỹ năng, kiến thức
Các công ty sử dụng các kỹ sư bán hàng cần bán sản phẩm hoặc dịch vụ của họ để tạo thu nhập, nhưng vì các kỹ sư và nhà khoa học thường có những đặc điểm tính cách khác biệt so với những người cần thiết cho công việc bán hàng, có một vai trò cho những người có khả năng kết hợp. Những cá nhân này phải có hiểu biết kỹ thuật về sự phức tạp của những gì công ty họ cung cấp cùng với các kỹ năng bán hàng. Sự kết hợp các đặc điểm này không phổ biến.

### Du lịch, giao tiếp, gặp mặt từ xa, bồi thường
Các kỹ sư bán hàng có thể dành 20% đến 70% thời gian để đi du lịch và họ có thể làm việc theo lịch trình linh hoạt do nhu cầu của tổ chức bán hàng mà họ hỗ trợ. Hầu hết các kỹ sư bán hàng làm việc từ xa hoặc dành một khoảng thời gian giới hạn trong văn phòng. Các kỹ năng với CNTT giúp người ở xa giao tiếp tốt hơn, chẳng hạn như hội nghị từ xa, hội nghị truyền hình, hội nghị web và từ xa (ví dụ: GoToMeeting, WebEx, Live Meeting, Fuze Meeting) được sử dụng tốt cả trên và ngoài đường.
Các kỹ sư bán hàng, giống như các đối tác đại diện bán hàng của họ, được thuê dựa trên vị trí địa lý của họ thay vì gần với văn phòng của công ty hoặc thậm chí khu vực. Làm việc ở một phần khác của đất nước, hoặc thậm chí ở ngoài nước, nơi có văn phòng công ty, một kỹ sư bán hàng chỉ có thể đến trụ sở công ty một hoặc hai lần mỗi năm.
Một điểm khác biệt chính giữa các kỹ sư bán hàng và các vai trò khác trong tổ chức là một kỹ sư bán hàng thường được đền bù bằng tiền lương cộng với hoa hồng, vì hầu hết các đại diện bán hàng đều như vậy. Hoa hồng này thường được thanh toán khi đại diện bán hàng được thanh toán. Ít phổ biến hơn là trường hợp một kỹ sư bán hàng được bồi thường với mức lương cơ bản cộng với tiền thưởng. Phần thưởng có thể dựa trên doanh thu được tạo trong một lãnh thổ được chỉ định, được thiết lập dưới dạng phần thưởng Quản lý theo mục tiêu (MBO) hoặc kết hợp cả hai. Trong cả hai trường hợp, một kỹ sư bán hàng sẽ tạo ra mức lương cơ bản cao hơn so với các đối tác đại diện bán hàng của họ và nhiều hơn đáng kể so với các kỹ sư truyền thống trong một tổ chức.

### Tài nguyên kỹ thuật bán hàng
Kỹ thuật bán hàng khác với vai trò bán hàng truyền thống. Các hệ thống và công nghệ mà một kỹ sư bán hàng bán thường phức tạp và đắt tiền. Chiến lược bán hàng truyền thống bao gồm các kỹ thuật chốt, thường không hoạt động và thậm chí có thể làm tổn thương việc bán hàng. Khi công nghệ tiến bộ, chiến lược bán hàng của một kỹ sư bán hàng cũng phải như vậy.